# Student Peace Prize
Der Student Peace Prize wird jedes zweite Jahr an einen Studenten oder eine Studentenorganisation verliehen, die einen bedeutenden Beitrag zum Frieden und zur Förderung der Menschenrechte geleistet haben. Der Preis wird im Namen aller norwegischen Studenten vom Student Peace Prize Sekretariat in Trondheim, Norwegen vergeben, das ein nationales Nominierungs-Komitee aus Repräsentanten norwegischer Hochschulen ebenso wie ein unabhängiges Peace Prize Komitee zusammenstellt, welches den Preis verleiht. Die Verleihung findet im Rahmen des International Student Festival in Trondheim (ISFiT) statt.

## Das Komitee
Im Jahr 2010 bestand das Peace Prize Komitee aus neun Mitgliedern; vier Repräsentanten der National Union of Students in Norwegen (NSO), ein Repräsentant des Students’ and Academics’ International Assistance Fund (SAIH), und vier nicht-studentischen Mitgliedern.
Zu den Mitgliedern des Komitees im Jahr 2011 gehören unter anderem Ole Danbolt Mjøs, früherer Vorsitzender des Friedensnobelpreis Komitees, Børge Brende, ehemaliger Wirtschaftsminister und derzeitiger Geschäftsführer vom Roten Kreuz in Norwegen, und die Bezirks- und Nachrichten-Sprecherin der Norwegischen Rundfunkanstalt (NRK), Gro Holm.
Frühere Komitee Mitglieder waren u. a. der ehemalige Premierminister und Leiter des Oslo Center für Frieden und Menschenrechte Kjell Magne Bondevik, der Leiter des norwegischen Instituts für internationale Angelegenheiten, Jan Egeland, der frühere Leiter des internationalen Peace Research Institute in Oslo (PRIO), Stein Tønnesson, und der ehemalige Außenminister und Geschäftsführer vom Roten Kreuz in Norwegen, Thorvald Stoltenberg.

## Nominierungen
Der Nominierungsrat akzeptiert Nominierungen aller Interessenten. Die Nominierten müssen entweder Studenten oder eine Studentenorganisation sein. Der Nominierungsrat besteht aus Studenten verschiedener norwegischer Hochschulen.

## Der Preis
Im Jahr 2009 erhielt der Sieger ein Preisgeld von 50 000 NOK (ca. € 5000) und eine Einladung zur Preisverleihung im Rahmen des International Student Festival in Trondheim (ISFiT). Der Preisträger oder eine ausgewählte Ersatzperson macht eine Rundreise durch Norwegen, während der er in ausgewählten Städten Menschenrechtsorganisationen und prominente Politiker trifft.

## Preisträger des Student Peace Prize
- 1999 – ETSSC, eine Studentenorganisation in Osttimor, und Antero Bendito da Silva
- 2001 – ABFSU, eine Studentenorganisation in Myanmar, und Min Ko Naing
- 2003 – ZINASU, eine Studentenorganisation in Simbabwe
- 2005 – ACEU, eine Studentenorganisation in Kolumbien
- 2007 – Charm Tong (25) aus Myanmar
- 2009 – Elkouria «Rabab» Amidane (23) aus Westsahara[2]
- 2011 – Duško Kostić[3]
- 2013 – Majid Tavakoli, Iran[4]